# إدوين لارا
إدوين لارا (بالإنجليزية: Edwin Lara)‏ هو لاعب كرة قدم أمريكي في مركز الدفاع، ولد في 8 سبتمبر 1999 في بيركيلي في الولايات المتحدة. لعب مع نادي باتشوكا.